# セーヌ＝ポール
セーヌ＝ポール （Seine-Port）は、フランス、イル＝ド＝フランス地域圏、セーヌ＝エ＝マルヌ県のコミューン。

## 地理
セーヌ＝ポールは、セーヌ河岸において標高37mと、県内で最も標高が低い。

## 人口統計
| 1962年 | 1968年 | 1975年 | 1982年 | 1990年 | 1999年 | 2005年 | 2015年 |
| ------ | ------ | ------ | ------ | ------ | ------ | ------ | ------ |
| 1047   | 1110   | 1131   | 1129   | 1685   | 1754   | 1883   | 1898   |

参照元:1962年から1999年までは複数コミューンに住所登録をする者の重複分を除いたもの。それ以降は当該コミューンの人口統計によるもの。1999年までEHESS/Cassini、2006年以降INSEE

## 史跡
- シャトー・ド・サンタシス - オルレアン公ルイ・フィリップ1世は、1773年にモンテッソン侯爵夫人と再婚後、このシャトーで隠居生活を送った。シャトーは第一次世界大戦後、ラジオ放送の送信センターに転換された。

## 参照
1. ↑  http://cassini.ehess.fr/cassini/fr/html/fiche.php?select_resultat=35871
2. ↑  https://www.insee.fr/fr/statistiques/3293086?geo=COM-77447
3. ↑  http://www.insee.fr